# Schmidtiana borneensis
Schmidtiana borneensis là một loài bọ cánh cứng trong họ Cerambycidae.